# النهاية (فلم)
النهاية هو فيلم مغربي درامي من إخراج هشام العسري سنة 2011، و بطولة كل من عادل أبا تراب، حسن أخميس، صالح بن صالح، وآخرين.

## القصة
يبدأ الفيلم مقلوباً وفق كاميرا تتجول ذاتياً بعيون شخصية الفيلم الرئيسية أو بطل الفيلم إن جاز له ذلك، فميخي بطل الفيلم لا يملك من البطولة إلا خيالها، قدره غير سعيد في غالبه، يعمل حارساً في موقف للسيارات، ومخبراً لضابط يعكس الوجه القبيح للسلطة، عاشق لا حول له ولا قوة، لكنه يعرف كيف يترصد بإلحاح، قاده عشقه إلى فتاة مقيدة بوصاية إخوتها اللصوص والمحترفين للجريمة والعنف، تتسلل الحكاية بين حلقات السلاسل والقيود وتتأرجح بين السرقة والمطاردة والانتقام، لتنتهي بالاحتضار والموت (الضابط / الزوجة / الإخوة).

## روابط خارجية
- مقالات تستعمل روابط فنية بلا صلة مع ويكي بيانات